# Grigorij Kajdanow
Grigorij Kajdanow, ros. Григорий Кайданов (ur. 11 października 1959 w Berdyczowie) – amerykański szachista i trener szachowy pochodzenia ukraińskiego, arcymistrz od 1988 roku.

## Kariera szachowa
W szachy nauczył się grać w wieku 6 lat od swojego ojca. Pierwszy sukces odniósł w roku 1972, zdobywając tytuł mistrza Związku Radzieckiego juniorów do lat 14. W 1987
zwyciężył w Moskwie, w 1988 – we Lwowie, natomiast w 1990 – w Hastings i Nowym Jorku. W 1991 wyemigrował do Stanów Zjednoczonych. W kolejnym roku triumfował w dwóch silnie obsadzonych otwartych turniejach U.S. Open w Nowym Jorku oraz World Open w Filadelfii. W 2000 zwyciężył w turnieju Goodricke International w Kalkucie, natomiast w 2002 podzielił I miejsce w jednym z najsilniejszych otwartych turniejów na świecie Aerofłot Open w Moskwie. W 2008 zwyciężył w kołowym turnieju w Gausdal. W 2012 zdobył w Mar del Placie złoty medal indywidualnych mistrzostw Ameryki.
Dwukrotnie brał udział w mistrzostwach świata rozgrywanych systemem pucharowym: w roku 1997 wystartował od II rundy, w której przegrał z Wadimem Zwiagincewem, natomiast w 2001 w I rundzie pokonany został przez Aleksandra Szabałowa.
Od połowy lat 90. jest podstawowym zawodnikiem reprezentacji Stanów Zjednoczonych. W latach 1996–2006 sześciokrotnie uczestniczył w szachowych olimpiadach, zdobywając 4 medale: 3 drużynowe (srebrny – 1998, brązowe 1996, 2006) oraz srebrny za indywidualny wynik na IV szachownicy w roku 2004. Jest również czterokrotnym medalistą drużynowych mistrzostw świata: dwukrotnie złotym (1993 – wraz z drużyną, 1997 – za indywidualny wynik na V szachownicy), srebrnym (1997 – wraz z drużyną) oraz brązowym (1993 – za indywidualny wynik na IV szachownicy).
Najwyższy ranking w karierze osiągnął 1 października 2002, z wynikiem 2646 punktów zajmował wówczas 43. miejsce na światowej liście FIDE, jednocześnie zajmując 2. miejsce (za Aleksandrem Oniszczukiem) wśród amerykańskich szachistów.